# الأميرة (فلم 2022)
الأميرة (بالإنجليزية: The Princess) هو فيلم أكشن أمريكي لعام 2022، من إخراج لي فان كيت، ومن بطولة جوي كينج ودومينيك كوبر وأولغا كوريلنكو وفيرونيكا نجو، تم عرضه على هولو في 1 يوليو 2022.

## روابط خارجية
- مقالات تستعمل روابط فنية بلا صلة مع ويكي بيانات